# John Forsyth (1780–1841)
John Forsyth (ur. 22 października 1780 we Fredericksburgu, zm. 21 października 1841 w Waszyngtonie) – amerykański polityk.

## Życiorys
Urodził się 22 października 1780 we Fredericksburgu. W 1799 roku ukończył studia na Uniwersytecie Princeton, a następnie przeniósł się do Augusty i podjął studia prawnicze. Po przyjęciu do palestry, otworzył prywatną praktykę prawniczą a w 1808 roku został prokuratorem generalnym stanu Georgia. W 1813 roku został członkiem Izby Reprezentantów z ramienia Partii Demokratyczno-Republikańskiej. Jesienią 1818 roku zrezygnował z mandatu, gdyż wygrał wybory uzupełniające do Senatu, mające obsadzić wakat po rezygnacji George’a Troupa. W lutym 1819 roku złożył mandat, by objąć urząd posła pełnomocnego w Hiszpanii. Po czterech latach wrócił z placówki w Madrycie i został ponownie wybrany do izby niższej Kongresu, w której zasiadał do czasu rezygnacji w listopadzie 1827 roku. W tym samym roku wygrał wybory na gubernatora Georgii i pełnił ten urząd przez dwa lata. W 1829 roku po raz drugi zasiadł w izbie wyższej Kongresu (w wyniku rezygnacji Johna Berriena). Latem 1834 roku zrezygnował z mandatu, by przyjąć stanowisko sekretarza stanu w gabinecie Andrew Jacksona. Pełnił tę funkcję do końca kadencji Martina Van Burena. Zmarł 21 października 1841 roku w Waszyngtonie.
Jego żoną była Clara Meigs, mieli razem ośmioro dzieci.